# Christian Santamaría
Christian Reniery Santamaría (né le 20 décembre 1972 à La Ceiba au Honduras) est un joueur de football international hondurien, qui évoluait au poste de milieu de terrain.

## Biographie

### Carrière en sélection
Avec l'équipe du Honduras, il joue 46 matchs (pour 4 buts inscrits) entre 1994 et 2003. 
Il figure notamment dans le groupe des sélectionnés lors des Gold Cup de 1996 et de 1998.
Il joue également 13 matchs comptant pour les qualifications des Coupes du monde 1998 et 2002.

## Palmarès

### Compétitions internationales
- Vainqueur de la Copa Interclubes UNCAF en 1999 et 2000 avec le CD Olimpia
- Finaliste de la Coupe des champions de la CONCACAF en 2000 avec le CD Olimpia

### Compétitions nationales
- Champion du Honduras en 1993, 1996, 1997, 1999 (C), 2000 (A) avec le CD Olimpia
- Vainqueur de la Coupe du Honduras en 1996 et 1999 avec le CD Olimpia
- Finaliste de la Coupe du Honduras en 1998 avec le CD Olimpia
- Vainqueur de la Supercoupe du Honduras en 1997 avec le CD Olimpia